# داگلاس، شهرستان توکر، ویرجینیای غربی
داگلاس (به انگلیسی: Douglas) یک منطقهٔ مسکونی در ایالات متحده آمریکا است که در شهرستان توکر، ویرجینیای غربی واقع شده‌است.